# Gabriel dos Santos Francisco
Gabriel dos Santos Francisco (Rio de Janeiro, 16 de março de 1999), mais conhecido como Gabriel Santos, é um futebolista brasileiro que atua como atacante. Atualmente, defende o Seoul E-Land, da Coreia do Sul.

## Carreira
Gabriel Santos iniciou a carreira com passagens pelas categorias de base de Bahia e Vitória, mas foi revelado pelo Atlântico e estreou como profissional com a camisa do Sampaio Corrêa-RJ. Passou também pelo Volta Redonda e teve uma experiência no futebol ucraniano. Na época, o jogador tornou-se, ao lado do lateral Sidnney, a aquisição mais cara da história do Rukh Vynnyky.
Em 2021, transferiu-se para o São Bernardo, fazendo parte da equipe que conquistou a Série A2 do Campeonato Paulista. Ao final do torneio, foi emprestado para a Caldense, onde conseguiu destaque meteórico: com 13 gols em 14 partidas, ele foi o artilheiro da Série D mesmo jogando apenas a primeira fase da competição nacional. O centroavante passou a receber destaque na mídia como "o maior artilheiro do Brasil", uma vez que na época nenhum outro jogador das quatro divisões nacionais possuía esse número de gols. Com o sucesso, foi repassado ao Ceará cercado de expectativas, mas não correspondeu no Vozão.
Em 2022 e 2023, foi emprestado para Londrina e Sport, respectivamente, clubes pelos quais conseguiu relativo destaque, conquistando inclusive o título do Campeonato Pernambucano.
Em 2024, teve passagens breves por Guarani e Paysandu, antes de ser repassado ao Nacional da Madeira, clube recém-promovido à Primeira Liga de Portugal.
Em janeiro de 2025, transferiu-se em definitivo para o Chungbuk Cheongju, time da segunda divisão sul-coreana. No segundo semestre, acertou com o Seoul E-Land, da mesma liga.

## Títulos
São Bernardo
- Campeonato Paulista - Série A2: 2021

Sport
- Campeonato Pernambucano: 2023

## Artilharias
Caldense
- Campeonato Brasileiro - Série D: 2021 – 13 gols